# Condé (Indre)
Condé település Franciaországban, Indre megyében. Lakosainak száma 227 fő (2022. január 1.). Condé Issoudun, Meunet-Planches, Saint-Aubin és Thizay községekkel határos.

## Népesség
A település népességének változása:
| Lakosok száma | 227  | 211  | 228  | 230  | 253  | 251  | 238  | 233  | 230  | 227  |
|               | 1968 | 1982 | 1990 | 2006 | 2013 | 2015 | 2017 | 2019 | 2020 | 2022 |